# Notation Interchange File Format
Notation Interchange File Format (NIFF) ist ein Datenformat zum Austausch von Musiknotationen von Notensatzprogrammen. 
Das NIFF-Projekt wurde im Februar 1994 begonnen, um ein offenes Format zu schaffen, das den Austausch von Musik zwischen verschiedenen Musik-OCR-Programmen, Musik-Editoren und Notensatzprogrammen ermöglicht.
Das NIFF Format selbst basiert auf RIFF (Resource Interchange File Format), einem Containerformat zur Speicherung von Multimedia-Inhalten, das 1991 von den Unternehmen Microsoft und IBM entwickelt wurde.
Durch das MusicXML-Format ist NIFF mittlerweile obsolet geworden. Das NIFF Software Development Kit ist zu Informationszwecken über das NIFF SDK Archiv zu erhalten.